# Ислямов, Равиль Фаридович
Равиль Фаридович Ислямов (род. 20 марта 2001 года, Владимир, Россия) — российский скрипач и композитор, солист Санкт-Петербургского Дома музыки.

## Биография
Равиль Ислямов родился в 2001 году во Владимире. Приобрел международную известность, когда в 2015 году в возрасте 14 лет выиграл Международный конкурс скрипачей имени Леопольда Ауэра. В 2019 году окончил Центральную музыкальную школу при Московской государственной консерватории им. П. И. Чайковского (класс профессора Александра Винницкого), в настоящее время учится в Московской консерватории, в классе того же педагога.
Активно гастролирует в городах России, странах Европы и Ближнего Востока. Его концерты проходят в крупнейших залах нашей страны, среди которых Александровский зал Большого Кремлёвского дворца, Большой, Малый и Рахманиновский залы Московской государственной консерватории имени П. И. Чайковского, Концертный зал имени П. И. Чайковского, МКЗ «Зарядье», Концертный зал Мариинского театра, залы Санкт-Петербургского Дома Музыки, Концертный зал имени Н. Я. Мясковского, Зал Государственной академической Капеллы Санкт-Петербурга, Зал Церковных Соборов Храма Христа Спасителя и многих других.
В качестве солиста скрипач выступает с ведущими оркестрами: Симфоническим оркестром Мариинского театра, Государственным академическим симфоническим оркестром России имени Е. Ф. Светланова, Большим симфоническим оркестром имени П. И. Чайковского, Симфоническим оркестром Министерства обороны Российской Федерации, Московским камерным оркестром MUSICA VIVA, Санкт-Петербургским государственным академическим симфоническим оркестром, Симфоническим оркестром государственной академической Капеллы Санкт-Петербурга, Академическим симфоническим оркестром имени В. И. Сафонова, Государственным камерным оркестром Республики Беларусь, Государственным симфоническим оркестром Symphonica ARTica Филармонии Якутии, Казанским камерным оркестром La Primavera и многими другими. Сотрудничает с дирижёрами: Валерием Гергиевым, Александром Чернушенко, Александром Скульским, Валентином Урюпиным, Максимом Федотовым, Димитрисом Ботинисом, Александром Титовым и многими другими.
С 2017 года является постоянным участником программ Санкт-Петербургского Дома музыки. В настоящее время Равиль Ислямов играет на скрипке Джузеппе Гварнери «дель Джезу» 1735 года, на которой играл знаменитый Джованни Баттиста Виотти. Скрипка предоставлена Санкт-Петербургским Домом музыки.

## Премии и награды
- 2023 — XVII Международный конкурс имени П. И. Чайковского (Москва) — II премия (Серебряная медаль)[2].
- 2019 — XVI Международный конкурс имени П. И. Чайковского (Москва) — звание «Лучший участник II тура» и специальный приз[3][4].
- 2018 — XVII Молодёжные Дельфийские игры России (Владивосток) — I премия (Золотая медаль).
- 2018 — III Всероссийский музыкальный конкурс (Москва) — I премия[5].
- 2018 — I Областной открытый конкурс «Солист оркестра» (Владимир) — Гран-при[6].
- 2016 — XI Молодёжные Дельфийские игры государств-участников СНГ — I премия (Золотая медаль)[7].
- 2016 — XII Международный конкурс скрипачей им. Бетховена (Австрия) — Гран-при.
- 2016 — XV Молодёжные Дельфийские игры России (Тюмень) — I премия (Золотая медаль).
- 2015 — III Международный конкурс скрипачей имени Леопольда Ауэра (Санкт-Петербург) — I премия.